# 3165 Mikawa
3165 Mikawa este un asteroid din centura principală, descoperit pe 31 august 1984 de Kenzō Suzuki și Takeshi Urata.